# Chojoongdong
Chojoongdong (em coreano: 조중동, pronúncia coreana: [tɕodʑuŋdoŋ]), abreviado como CJD, é um termo pejorativo que se refere a três jornais conservadores de grande circulação na Coreia do Sul. A palavra é um acrônimo dos jornais The Chosun Ilbo, JoongAng Ilbo e The Dong-A Ilbo, e o grupo é visto como a base da mídia conservadora da Coreia do Sul.
O termo foi usado pelo editor do The Hankyoreh, Jung Yeonju (정연주), em outubro de 2000. Os liberais e progressistas coreanos criticam o Chojoongdong principalmente por causa de suas posições editoriais conservadoras e por fazer negócios de forma colusiva e sub-reptícia. Desde 2008, alguns críticos do CJD alegam que há uma relação estreita entre o CJD e o governo de Lee Myung-bak.
Em 2010, a participação de mercado do Chosun, Joong-ang e Dong-a Ilbo era de 24,3%, 21,8% e 18,3%, respectivamente. Quase 58% dos assinantes de jornais impressos na Coreia do Sul leem uma das três notícias diárias. Em dezembro de 2011, o Chosun Ilbo abriu sua própria rede de notícias a cabo.

## Críticas
Os oponentes dos três principais jornais os creditam com um grau desproporcional de influência e poder, a ponto de acreditarem que simplesmente aboli-los desencadearia grandes mudanças positivas (uma das organizações antijornais mais proeminentes é chamada de "Mundo Maravilhoso Sem Chojoongdong"). Embora os principais jornais sejam organizações privadas e sejam concorrentes entre si, eles são considerados por seus oponentes como uma organização monolítica e quase governamental. As críticas decorrem de sua história anterior de colaboração com o Japão na ocupação japonesa de 1910-1945. (o JoongAng Ilbo, no entanto, não existia durante a ocupação japonesa), bem como sua colaboração com o governo autoritário doméstico antes da transição democrática em 1987.

### Censura
Alguns críticos dizem que os jornais do CJD têm tendências conservadoras de censurar notícias desfavoráveis ao governo conservador de Lee Myung-bak. Jung Woon-hyun acusou os três jornais de censurar artigos relacionados ao WikiLeaks que supostamente expuseram questões negativas sob a influência administrativa do presidente Lee Myung-bak. Ele também transmitiu as decisões judiciais que absolveram o PD Note da MBC e seu episódio sobre os protestos em 2008, mas concordou que informações falsas estavam no episódio.

### Acusação de casamentos estratégicos
Os oponentes acreditam que o CJD se uniu ao mundo dos negócios por meio de casamentos estratégicos, tornando seus artigos tendenciosos em relação ao capital.

## Movimentos anti-CJD
"Sentimento anti-CJD" existiu no passado. No entanto, em 2008, durante os protestos da vaca louca sobre as importações de carne bovina dos EUA que eram temidas por causar a variante da doença de Creutzfeldt-Jakob, os principais jornais mostraram uma atitude favorável à abertura do mercado e relataram negativamente sobre a Revolução à Luz de Velas. Essa oposição estimulou temporariamente um movimento de boicote. Os manifestantes atacaram e vandalizaram os prédios dos três principais jornais, e os jornais da CJD alegam que alguns de seus funcionários foram assediados.

### Movimento de boicote
Durante os protestos da vaca louca, ativistas da Internet lançaram um movimento para boicotar anunciantes que colocavam anúncios nesses jornais. Eles compartilharam uma lista de anunciantes na Internet e, em seguida, pressionaram os anunciantes lançando uma campanha de assédio por telefone ou correio.
Em 19 de fevereiro de 2009, o tribunal considerou culpados alguns ativistas que organizaram e comandaram o boicote, sentenciando-os a 10 meses de prisão (em uma sentença suspensa de dois anos) ou multas. Os réus indicaram que entrarão com um recurso.

## Na cultura popular
O programa de comédia da televisão sul-coreana, Gag Concert, satirizou os estabelecimentos de mídia do CJD como territórios de gangsters que cumprem os regulamentos da Comissão de Comunicações da Coreia na esquete, Guerra na Televisão (방송과의 전쟁)